# Tiburcio (santo)
Este artículo se refiere al mártir decapitado hacia el año 286 (fiesta del 11 de agosto). Para el cuñado de Santa Cecilia, véase Tiburcio, Valeriano y Máximo.
Tiburcio fue un mártir del siglo III según la tradición cristiana. Su fiesta es el 11 de agosto, que coincide con la de Susana de Roma; estos santos no estaban emparentados, pero a veces se asocian porque se veneran el mismo día.

## Hagiografía
En la leyenda de  San Sebastián se relata que Cromacio de Roma, supuestamente prefecto de Roma,  condenó a muerte a varios cristianos. El prefecto, sin embargo, fue convertido por Tranquilino, padre de Marcos y Marceliano, y bautizado por  Policarpo.
Tiburcio era el único hijo de Cromatio de Roma; también fue bautizado por la persuasión de Sebastián, que fue su padre en el bautismo, según esta leyenda.
Tiburcio permaneció oculto durante la la persecución del emperador romano Diocleciano en la casa de su padre. Acusado por un traidor, fue llevado ante el (presuntamente) prefecto Fabiano y juzgado. Confesó su fe, que confirmó con un milagro, ya que, protegiéndose sólo con la señal de la cruz, caminó descalzo sobre brasas al rojo vivo sin sufrir ninguna herida. Pero el milagro fue atribuido a la magia y Tiburcio fue decapitado en el tercer hito de la Vía Labicana en el año 286. El lugar de la ejecución se llamó "en los dos árboles de laurel" (ad duas lauros).
Tiburcio es mencionado en 23 epigramas del papa Dámaso I (366-384):
Cuando la espada cortó las piadosas entrañas de la madre,
el destacado mártir, despreciando al príncipe del mundo,
busca las alturas del cielo en compañía de Cristo.
aquí para ti quedarán siempre santos honores y alabanzas.
amable Tiburcio, amado de Dios, te ruego que cuides de Dámaso.
En el Martirologio Romano del 11 de agosto se habla de Tiburcio en los siguientes términos: En Roma, en el cementerio junto a los dos laureles del tercer hito de la Vía Labicana, san Tiburcio, mártir, cuyas alabanzas cantó el papa Dámaso I. La conmemoración que de él se incluía en el Calendario romano general fue eliminada en 1969, porque "aparte de su nombre, lo único que se sabe de él es que fue enterrado en el cementerio Inter duas lauros de la Vía Labicana un 11 de agosto".